# Agatocle (figlio di Lisimaco)
Agatocle (in greco antico: Ἀγαθοκλῆς?, Agathoklḕs; ... – 283 a.C.) è stato un principe macedone antico, figlio maggiore ed erede designato di Lisimaco, dal quale però fu fatto uccidere prima di potergli succedere.

## Biografia

### Origini familiari

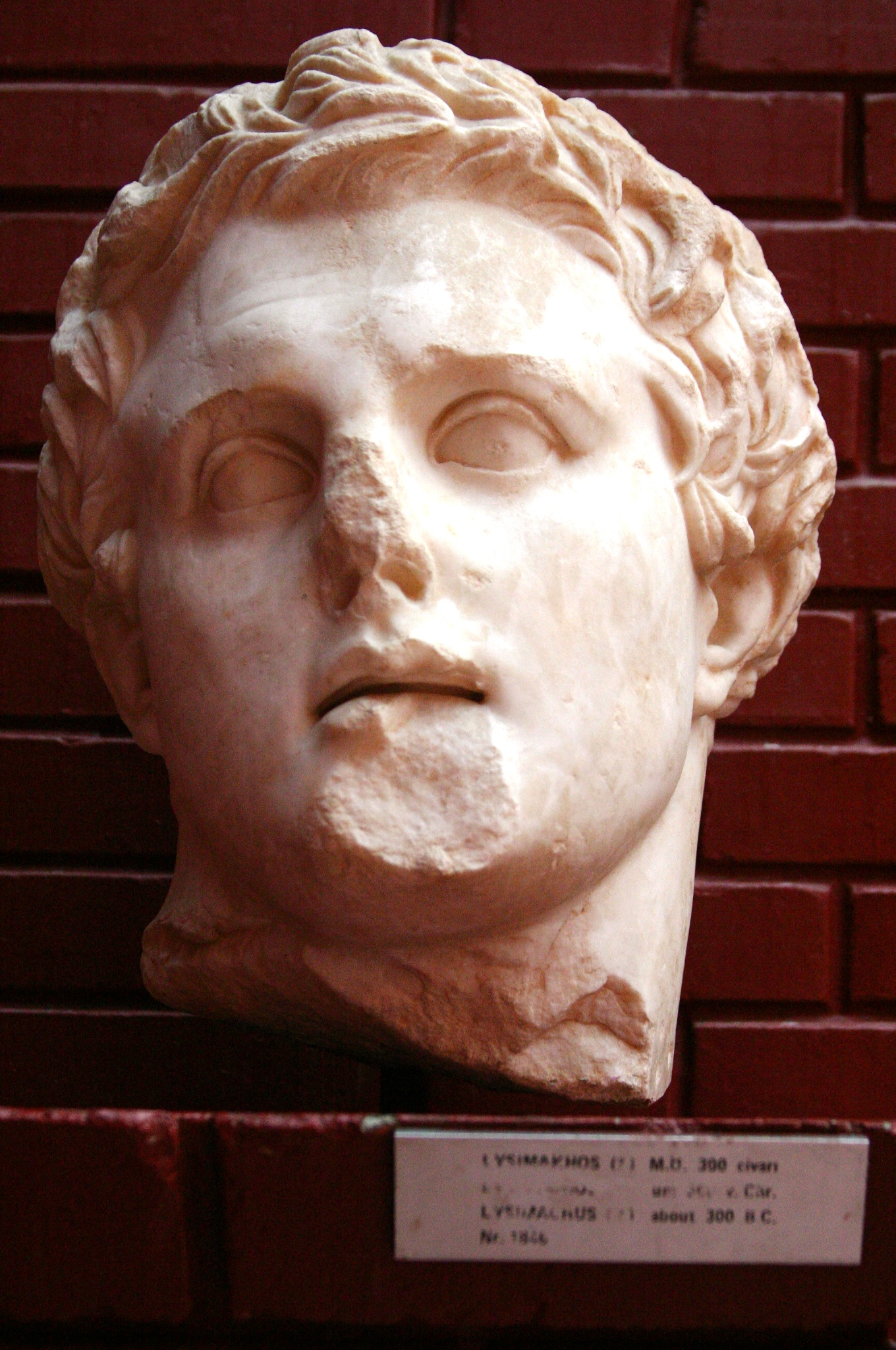
Testa di Lisimaco, padre di Agatocle (Museo archeologico di Efeso, Selçuk)

Agatocle nacque da Lisimaco, re di Macedonia, Tracia e Asia Minore, e dalla sua prima moglie, Nicea di Macedonia. Agatocle aveva quindi due sorelle (Arsinoe I ed Euridice), tre fratellastri dal matrimonio del padre con Arsinoe II (Tolomeo, Lisimaco e Filippo) e un fratellastro, figlio di una donna odrisia dal nome sconosciuto (Alessandro).

### Campagne militari e morte
Nei primi anni del proprio regno, dopo la battaglia di Ipso nel 301 a.C., Lisimaco condusse una spedizione contro i Geti, durante la quale il suo figlio maggiore Agatocle fu fatto prigioniero; il principe fu comunque rilasciato insieme a dei doni per Lisimaco. Tra il 294 e il 291 a.C. il re di Macedonia compì un'altra spedizione contro i Geti, durante la quale lui stesso venne catturato e alla quale però il figlio maggiore non partecipò; Agatocle, quindi, trattò la liberazione del padre, il quale subito dopo lo fece sposare con la principessa tolemaica Lisandra, figlia del re d'Egitto Tolomeo I Sotere e vedova di Alessandro V. Con lei Agatocle ebbe dei figli.
Tra il 287 e il 286 a.C., Demetrio Poliorcete, che aveva regnato sulla Macedonia prima di essere cacciato da Lisimaco, arrivò nei possedimenti macedoni in Asia Minore, nelle regioni della Ionia, della Caria e della Lidia; molte città si schierarono con lui e altre, tra cui Sardi, furono conquistate, mentre alcuni generali di Lisimaco si schierarono con lui. Nella primavera del 286 a.C. Agatocle venne mandato dal padre per contrastare l'avanzata di Demetrio; quest'ultimo, però, non cercò lo scontro ma si ritirò nella regione interna della Frigia. Agatocle lo seguì, ma Demetrio entrò nei territori dell'impero seleucide, dove molti soldati lo abbandonarono per Seleuco, che lo fece prigioniero.
Nel 285 a.C. il sovrano d'Egitto Tolomeo nominò suo erede al trono il figlio minore, l'omonimo Tolomeo, figlio avuto da Berenice I; questo avvenimento andò a sfavore di Agatocle, sposato con una principessa tolemaica di un'altra linea: infatti i Tolomei erano in quel periodo gli unici alleati di Lisimaco e un contrasto con l'erede al trono d'Egitto non era pensabile per il sovrano macedone. Per questo motivo Lisimaco fece sposare sua figlia Arsinoe I con il giovane Tolomeo e iniziò a preferire i figli avuti da Arsinoe II, sorella dell'erede al trono egizio, piuttosto che quelli avuti da Nicea; questo, aggiunto alle grandi aspirazioni di Arsinoe II per i suoi figli a discapito di Agatocle, portò alla rovina di quest'ultimo. Nel 283 a.C., con la sua successione ormai a rischio, Agatocle probabilmente tentò di prendere il potere organizzando una congiura contro il padre, ma venne imprigionato e ucciso per ordine di Lisimaco. Dopo la morte di Agatocle, la moglie Lisandra si rifugiò presso la corte seleucide insieme ai propri figli, accompagnata dal fratellastro di Agatocle, Alessandro; l'esecuzione dell'erede al trono, che aveva un forte supporto sia popolare sia a corte, portò al declino dello stesso Lisimaco, il quale, perso molto appoggio in patria, venne ucciso durante la battaglia di Corupedio dai soldati seleucidi nel 281 a.C.